# Dorfkirche Hirschroda

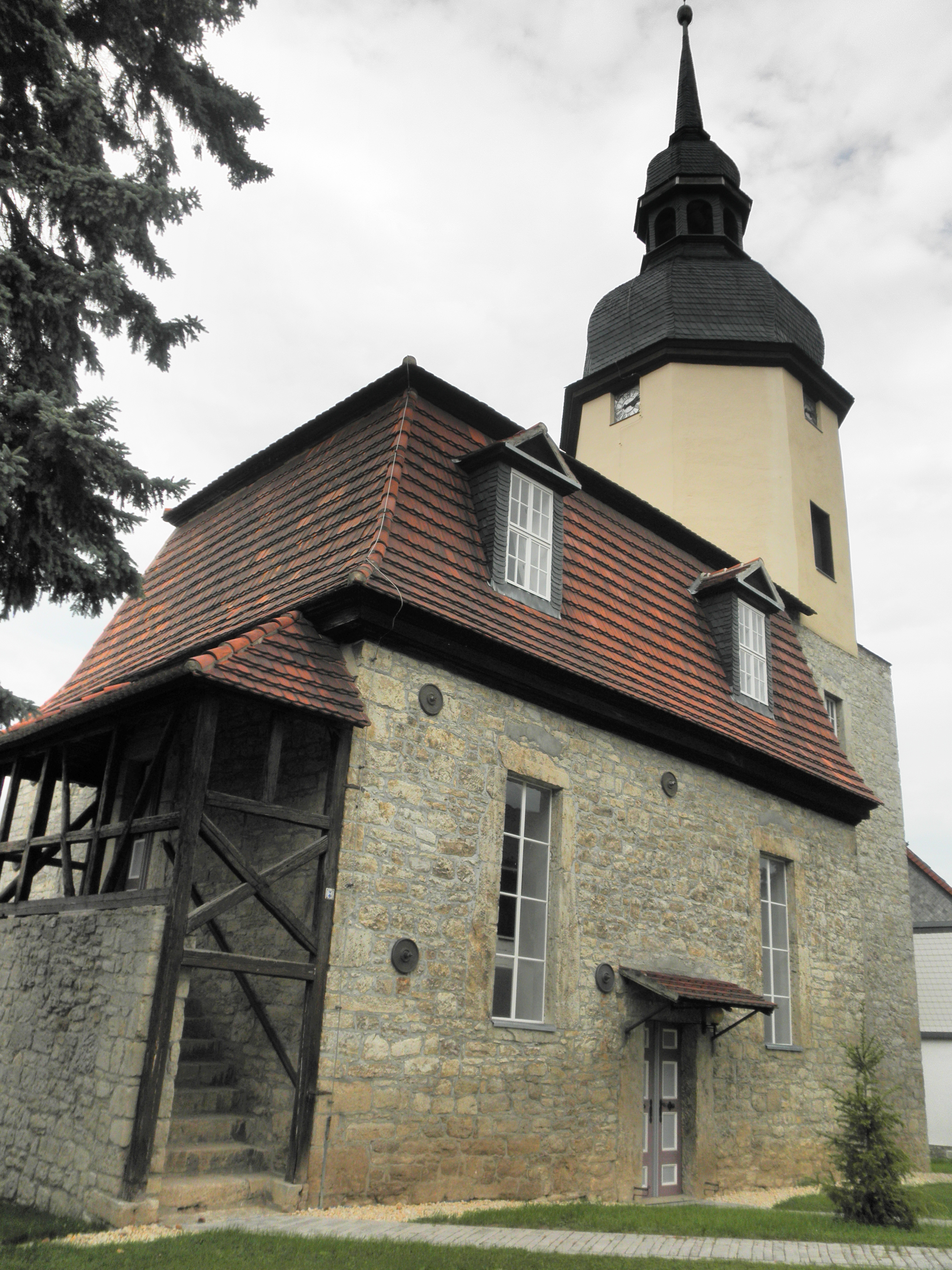
Die Kirche

Die Dorfkirche Hirschroda steht im Ortsteil Hirschroda der Stadt Dornburg im Saale-Holzland-Kreis in Thüringen.  Sie gehört zum Pfarrbereich Dorndorf-Steudnitz im Kirchenkreis Eisenberg der Evangelischen Kirche in Mitteldeutschland.

## Lage
Die Kirche ist zentral und weithin sichtbar gelegen.

## Geschichte
1728 erhielt die Kirche ihre heutige Form. Der Chorturm besteht aus einer Schieferhaube mit Turmknopf und Windfahne als Hirsch. Das Kirchenschiff schützt ein Mansarddach.

## Innenraum
Chor und Schiff sind mit einer hölzernen, stuckverzierten überwölbten Tonne ausgestattet. Dreiseitige zweigeschossige Emporen sowie das Gestühl sind kassettiert verblendet. Der Kanzelaltar ist ein Nachbau des 1774 verbrannten Vorbilds in der Schlosskirche Weimar.
Die Orgel wurde 1752 gebaut und 1987 restauriert – Berater bei der Restaurierung der Kirche war Horst Jährling.